# Salignac (Gironde)
Salignac (gaskognisch: Salinhac) ist eine ehemalige französische Gemeinde mit 1.989 Einwohnern (Stand: 1. Januar 2022) im Département Gironde in der Region Nouvelle-Aquitaine. Sie gehörte sie zum Arrondissement Blaye und zum Kanton Le Nord-Gironde. Die Einwohner werden Salignacais genannt.
Mit Wirkung vom 1. Januar 2016 wurden die ehemaligen Gemeinden Aubie-et-Espessas, Saint-Antoine und Salignac fusioniert und bilden seitdem die Commune nouvelle Val de Virvée.

## Geografie
Salignac liegt am Flüsschen Virvée, etwa 25 Kilometer nordnordöstlich von Bordeaux.

## Bevölkerungsentwicklung
| 1962                       | 1968 | 1975 | 1982 | 1990  | 1999  | 2006  | 2013  |
| -------------------------- | ---- | ---- | ---- | ----- | ----- | ----- | ----- |
| 659                        | 673  | 649  | 941  | 1.188 | 1.134 | 1.289 | 1.666 |
| Quellen: Cassini und INSEE |      |      |      |       |       |       |       |

## Sehenswürdigkeiten
- romanische Kirche Saint-Pierre, seit 2005 Monument historique

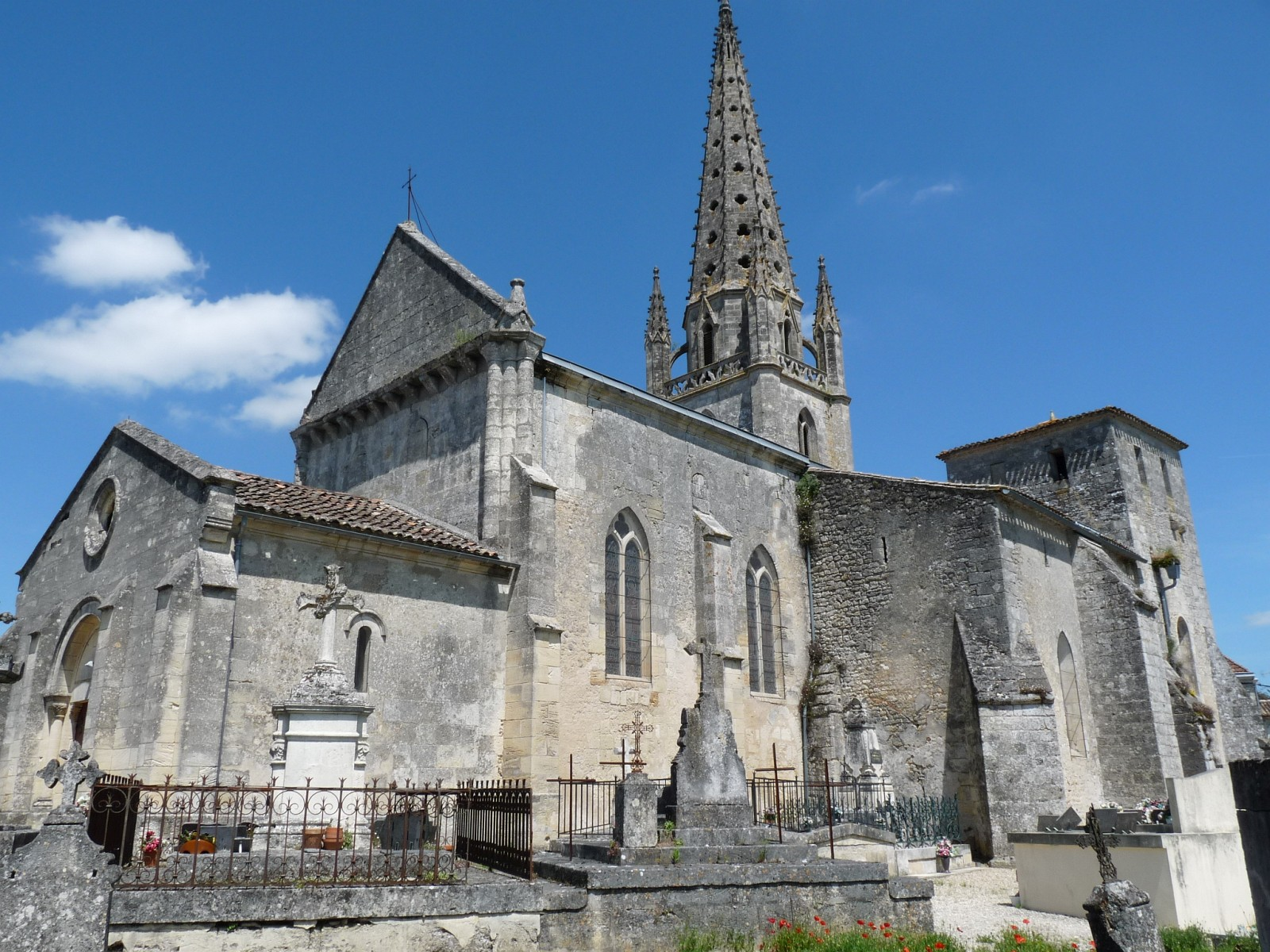
Kirche Saint-Pierre